# Anne Nymark Andersen
Anne Nymark Andersen, född den 28 september 1972 i Bergen, Norge, är en norsk fotbollsspelare. Vid fotbollsturneringen under OS 1996 i Atlanta deltog hon i det norska lag som tog brons. Hon är tvillingsyster till Nina Nymark Andersen.